# 竹内茂代
竹内 茂代（たけうち しげよ、1881年8月31日 - 1975年12月15日）は、日本の医師（医学博士）、政治家。

## 経歴
長野県南佐久郡原村（現川上村）で庄屋を世襲した家系で、元村長・元郡会議員井出喜重の長女として生まれた。1907年、東京女医学校（現東京女子医科大学）を卒業。女性としては27番目の医師となった。同年夏には、自殺を図った原阿佐緒の治療にあたった。1916年医師の竹内甲平と結婚し、1919年新宿に井出医院を開業する傍ら、市川房枝らと社会運動に参加、婦人参政権運動の財務理事を務めた。1933年東京帝国大学医学博士。論文の題は「日本女子の體質に関する研究」。  
1946年東京都第1区から第22回衆議院議員総選挙出馬し、女性として初めて当選、日本自由党に属し総務及び婦人部長を務めたが、翌年公職追放となった。その後は医業に専念。文部省嘱託、厚生省体力審議会専門委員、引揚援護院参与、結核予防東京婦人委員会副委員長、日本女医会副会長のほか大妻専門学校講師などを歴任した。
1975年12月15日、茨城県水海道市の自宅で死去した。

## 著作
- 『初旅の北海道』1936年。NDLJP:1036960
- 『一般家庭看護学』厚生閣、1940年。NDLJP:1072325
- 『一般育児学』厚生閣、1942年。NDLJP:1045461
- 『結婚の栄冠強い赤ん坊の出生愛育実記』大日本健康報国実践会、1943年。NDLJP:1045746
- 『婦人特別衛生』吐鳳堂、1947年。NDLJP:1046440
- 『優生結婚』万葉出版社、1949年。NDLJP:1159189
- 『八十路の歩み』女性問題研究所、1961年10月。
- 『吉岡弥生先生と私』金剛出版、1966年。NDLJP:2984179